# 노추산마을버스
노추산마을버스는 대한민국 강원특별자치도 정선군 여량면을 연고로 하는 마을버스 업체이다. 현대 에어로타운 1대로 운행한다.

## 운임
이 마을버스는 학생 요금이 없다. 교통카드를 이용할 수 있으나 운임 할인 유무는 알려지지 않았다.
| 구분 | 구간                          | 현금 (원) |
| ---- | ----------------------------- | --------- |
| 일반 | 종량동 ↔ 구절리 중동 ↔ 구절리 | 800       |
| 일반 | 구절리 ↔ 여량                 | 1000      |
| 일반 | 중동 ↔ 여량                   | 1300      |
| 일반 | 종량동 ↔ 여량                 | 1500      |

## 운행노선
| 노선              | 운행구간 | 운행구간 | 운행구간 | 경유지 | 운행횟수 | 비고 |
| ----------------- | -------- | -------- | -------- | ------ | -------- | ---- |
| 아우라지 ~ 종량동 | 구절리   | ↔        | 아우라지 |        | 왕복 2회 |      |
| 아우라지 ~ 종량동 | 중동     | ↔        | 아우라지 | 구절리 | 왕복 2회 |      |
| 아우라지 ~ 종량동 | 종량동   | ↔        | 아우라지 | 구절리 | 왕복 2회 |      |